# Charles Léonard Odoard du Hazay
Charles Léonard Odoard du Hazay est un homme politique français né le 9 septembre 1774 à Sainte-Barbe-sur-Gaillon (Eure) et mort le 20 décembre 1859 à Rouen, 33 rue du Cordier  (Seine-Maritime).

## Biographie
Il est le fils puîné de Philippe Charles François, écuyer, sieur du Hazey, et de dame Marie Catherine Lambert de Beaulieu. Son frère aîné est Philippe François (° 1770 - † 1870) et sa sœur cadette Catherine Félicité, mariée à Henri Lebœuf comte d'Osmoy.
Officier, chevalier de l'ordre royal et militaire de Saint-Louis, il quitte l'armée à la Révolution. Nommé colonel honoraire en 1815, il est député de la Seine-Inférieure de 1815 à 1816, siégeant dans la majorité de la Chambre introuvable.
Adolphe Vard consacre deux pages au château du Hazey en 1896 .

## Distinctions
- Chevalier de l'ordre royal et militaire de Saint-Louis

## Sources
- « Charles Léonard Odoard du Hazay », dans Adolphe Robert et Gaston Cougny, Dictionnaire des parlementaires français, Edgar Bourloton, 1889-1891 [détail de l’édition]